# Jürgen Klopp
Jürgen Norbert Klopp (Stuttgart, 16 juni 1967) is een Duits voormalig voetbaltrainer en voormalig voetballer. Hij is momenteel Head of Global Soccer bij Red Bull. Daarvoor was hij jarenlang trainer van Liverpool, waar hij meerdere prijzen heeft gewonnen.

## Carrière

### Voetballer
Klopp maakte als voetballer in 1990 op 23-jarige leeftijd zijn profdebuut bij 1. FSV Mainz 05 in de 2. Bundesliga. Hij speelde tot 2001 325 competitieduels voor deze club, waarin hij 52 keer scoorde. Met Mainz wist hij als speler niet te promoveren. Klopp speelde aanvankelijk als spits, maar werd vanaf 1995 omgeschoold tot verdediger. De beste prestatie was een vierde plek in het seizoen 1996/97. Toen de ploeg in 2001 dreigde te degraderen uit de 2. Bundesliga werd trainer Eckhard Krautzun na slechts enkele maanden dienstverband in februari ontslagen. De op dat moment geblesseerde Klopp kreeg de kans als interim-trainer het seizoen af te maken. Mede omdat hij in zijn eerste zeven wedstrijden zes overwinningen boekte, werd degradatie voorkomen. Mainz eindigde dat jaar op de veertiende plaats.

### Voetbaltrainer

#### Mainz
Het daaropvolgende seizoen werd Klopp aangesteld als hoofdtrainer. Hij eindigde twee keer als vierde en in zijn derde volledige seizoen als derde in de competitie. Met dat laatste resultaat werd promotie naar de Bundesliga afgedwongen. In deze periode rondde Klopp tevens een studie Sportwetenschap aan de Universiteit van Frankfurt af. Na de promotie behaalde hij ook het benodigde trainersdiploma.
Onder Klopp speelde Mainz drie seizoenen in de hoogste Duitse profdivisie. In seizoen 2005/2006 mocht de ploeg op basis van UEFA's Fair Play klassement deelnemen aan de UEFA Cup. Mainz kwam door de twee voorronden en werd vervolgens in de eerste ronde uitgeschakeld door de latere winnaar Sevilla FC (0-0 en 0-2). In seizoen 2006/2007 werd Mainz zestiende in de Bundesliga, waardoor het degradeerde. Nadat Mainz in seizoen 2007/2008 promotie naar de Bundesliga nipt misliep, kondigde Klopp aan zijn aflopende contract niet te verlengen en de club waarvoor hij achttien achtereenvolgende jaren als speler en trainer actief was te gaan verlaten.

#### Borussia Dortmund
Enkele dagen later tekende hij een contract voor twee seizoenen bij Borussia Dortmund. Dat contract werd reeds verlengd tot 2014. Op 30 april 2011 werd hij met Borussia Dortmund kampioen van Duitsland. Hij herhaalde die prestatie door op 21 april 2012 Borussia Mönchengladbach met 2-0 te verslaan. Hij haalde in 2013 met Borussia Dortmund de finale van de Champions League, tegen FC Bayern München, maar verloor deze finale met 2-1.
In het seizoen daarna moest Borussia voor de tweede achtereenvolgende keer zijn meerdere erkennen in Bayern, dat de titel opeiste. Wél werd de DFB-Supercup (4-2 tegen datzelfde Bayern) gewonnen en werd de finale van de DFB Pokal bereikt. Real Madrid was te sterk in de kwartfinale van de Champions League (0-3, 2-0). In het seizoen 2014-15 hengelde Klopp met Borussia opnieuw de Supercup binnen. Als nummer 2 van het vorige seizoen versloeg het wederom Bayern München, de club die vorig seizoen de dubbel pakte. Het werd 2-0. Gaandeweg het seizoen maakte Klopp bekend dat het zijn laatste was als trainer van Dortmund. Na afloop van het seizoen zou hij vertrekken.

#### Liverpool
Op 8 oktober 2015 tekende Klopp een driejarig contract bij Liverpool. Hij volgde hier de ontslagen Brendan Rodgers op. Zijn eerste wedstrijd met 'The Reds' speelde hij met 0-0 gelijk tegen Tottenham Hotspur. Klopp haalde in zijn eerste jaar met Liverpool zowel de finale van de League Cup als die van de UEFA Europa League. Op weg naar de eindstrijd schakelde hij met Liverpool onder meer zijn oude ploeg Borussia Dortmund uit. Liverpool verloor de finale van de League Cup na strafschoppen van Manchester City. Sevilla klopte de Engelse ploeg in de finale van de Europa League (1-3). Liverpool werd achtste in de Premier League. Na afloop van zijn eerste jaar bij Liverpool verlengden de club en hij zijn contract tot medio 2022. Voor zijn tweede seizoen haalde hij onder meer Georgino Wijnaldum en Sadio Mané naar Anfield. Die tweede scoorden in de eerste Premier League wedstrijd van het seizoen tegen Arsenal. Liverpool werd uiteindelijk vierde in de Premier League wat goed was voor een plekje in de voorronde van de Champions League. In de FA Cup waren ze in de achtste finale uitgeschakeld door Wolverhampton Wanderers. In de League Cup kwamen ze tot de halve finale, waar ze uitgeschakeld werden door Southampton. Voor zijn derde seizoen kocht Klopp Mohamed Salah van AS Roma, die net als Sadio Mané het seizoen daarvoor in zijn Premier League-debuut scoorde. Door de vierde plaats in het tweede seizoen van Klopp bij 'The Reds' speelde Liverpool een play-off voor de Champions League tegen Hoffenheim. Over twee wedstrijden won Liverpool met 6-3, waardoor het voor het eerst in drie seizoenen meedeed aan het miljoenenbal. In de FA Cup versloegen ze stadsgenoot en rivaal Everton, mede door een goal van winteraankoop Virgil van Dijk. Klopp en zijn ploeg werden in de vierde ronde uitgeschakeld door West Bromwich Albion. In de EFL Cup werden ze al gelijk uitgeschakeld door Leicester City. In de Champions League werden ze groepswinnaar in een groep met Sevilla, Spartak Moskou en NK Maribor. In de knock-outfase werden achtereenvolgend FC Porto, Manchester City en AS Roma uitgeschakeld, waardoor de derde Europese finale voor de Duitse coach werd bereikt. Deze werd met 3-1 verloren van Real Madrid. In het seizoen 2018/19 won hij na uitschakeling van achtereenvolgend Bayern München, FC Porto en FC Barcelona op 1 juni 2019 de finale met 0-2 van Tottenham Hotspur en won zo zijn eerste Champions League. Op 14 augustus 2019 won Klopp de UEFA Super Cup tegen Europa League-winnaar Chelsea na een 5-4 winst op strafschoppen, nadat de wedstrijd na reguliere speeltijd en verlenging eindigde in 2-2. Op 21 december 2019 wist Klopp met Liverpool voor het eerst in de clubhistorie het wereldkampioenschap voor clubs te winnen. In de finale werd Copa Libertadores-winnaar CR Flamengo na verlenging met 1-0 verslagen. Op 26 juni 2020 werd Jürgen Klopp na de verloren wedstrijd van Manchester City tegen Chelsea (1-2) voor het eerst in dertig jaar landskampioen van Engeland met Liverpool. In het seizoen 2021-2022 won Liverpool onder leiding van Jürgen Klopp zowel de League Cup als de FA Cup, telkens na strafschoppen in een finale tegen Chelsea.
Klopp verlengde zijn contract voor Liverpool tot de zomer van 2026. Op 26 januari 2024 werd bekend dat hij aan het einde van het seizoen 2023/2024 zou vertrekken als coach van Liverpool. Hij werd er opgevolgd door Arne Slot
Op 31 juli 2024 heeft Klopp in een interview met ESPN aangekondigd dat hij met pensioen gaat uit de voetbalwereld en verklaarde dat hij "klaar" is als coach.

### Voetbalanalist
Naast het trainerschap was Klopp sinds 2005 een vaste voetbalanalyticus bij de Duitse televisiezender ZDF. Hij was in die rol onder andere actief bij het WK 2006. Klopp is na het EK 2008 gestopt met het televisiewerk. Tijdens het EK 2012 in Polen en Oekraïne riep hij de Duitsers op hun baard te laten staan zolang het Duits voetbalelftal nog in het toernooi zat. De winnaar van die actie, een Duitse fan, kon samen met hem de finale bekijken in Kiev.

### Voetbalbestuurder
In oktober 2024 werd aangekondigd dat Klopp een contract heeft getekend met Red Bull als hun nieuwe Head of Global Soccer. Hierdoor zal hij betrokken zijn bij de sportieve koers van de Red Bull-clubs, waaronder RB Leipzig, New York Red Bulls, Red Bull Salzburg. Maar ook clubs waarin ze deels eigenaar zijn, zoals Leeds United en Paris FC.

## Privé
Bij de presentatie als nieuwe hoofdtrainer van Liverpool beschreef Klopp zichzelf als "the normal one". Dit naar aanleiding van een vraag van een journalist die verwees naar José Mourinho die zichzelf "the special one" noemt.
Klopp is sinds 2005 gehuwd met Ulla Sandrock. Hij heeft uit een eerder huwelijk een zoon, Marc Klopp (geboren 1988), die in Duitsland professioneel voetballer was. 
Klopp is christen en heeft in interviews meermalen verteld over het belang van zijn geloof.

## Erelijst als trainer
Borussia Dortmund
- Bundesliga: 2010/11, 2011/12
- DFB-Pokal: 2011/12
- DFL-Supercup: 2013, 2014

 Liverpool
- UEFA Champions League: 2018/19
- UEFA Super Cup: 2019
- FIFA Club World Cup: 2019
- Premier League: 2019/20
- EFL Cup: 2021/22, 2023/24
- FA Cup: 2021/22
- FA Community Shield: 2022

Individueel
- Trainer des Jahres: 2011, 2012, 2019
- Deutscher Fernsehpreis: 2006, 2010
- Onze d'Or Trainer van het Jaar: 2019
- The Best FIFA Men's Coach: 2019, 2020
- IFFHS World's Best Club Coach: 2019
- IFFHS Men's World Team: 2019
- World Soccer Awards World Manager of the Year: 2019
- Globe Soccer Awards Best Coach of the Year: 2019
- LMA Hall of Fame: 2019
- LMA Manager of the Year: 2020
- Premier League Manager of the Season: 2019/20, 2021/22
- Premier League Manager of the Month: september 2016, december 2018, maart 2019, augustus 2019, september 2019, november 2019, december 2019, januari 2020
- BBC Sports Personality of the Year Coach Award: 2020

- Bibsys: 1498562805151
- Gemeinsame Normdatei: 135601053
- International Standard Name Identifier: 0000 0004 3752 6276
- Library of Congress Control Number: nb2017007737
- Bibliotheek van het Japanse parlement: 001210018
- Nationale Bibliotheek van Tsjechië: xx0208212
- Nationale Bibliotheek van Israël: 987010000331505171
- Nationale Bibliotheek van Polen: a0000002674829
- Nederlandse Thesaurus van Auteursnamen: 410253367
- Système universitaire de documentation: 250742225
- Virtual International Authority File: 311093451
- WorldCat: E39PBJkT6MV7wTJmkd49HpbWXd

1994: Ferguson · 1995: Dalglish · 1996–1997: Ferguson · 1998: Wenger · 1999–2000: Ferguson · 2001: Burley · 2002: Wenger · 2003: Ferguson · 2004: Wenger · 2005–2006: Mourinho · 2007–2009: Ferguson · 2010: Redknapp · 2011: Ferguson · 2012: Pardew · 2013: Ferguson · 2014: Pulis · 2015: Mourinho · 2016: Ranieri · 2017: Conte · 2018–2019: Guardiola · 2020: Klopp · 2021: Guardiola · 2022: Klopp · 2023–2024: Guardiola